# Brixia nanula
Brixia nanula är en insektsart som beskrevs av Walker 1870. Brixia nanula ingår i släktet Brixia och familjen kilstritar.
Artens utbredningsområde är Papua Nya Guinea. Inga underarter finns listade i Catalogue of Life.